# Муштруев, Сергей Викторович
Сергей Викторович Муштруев (28 февраля 1967, Рязань) — советский и российский футболист, защитник. Мастер спорта СССР (1986).

## Биография
Начал заниматься футболом в возрасте 8 лет на рязанском стадионе «Электрон». В 1983—1984 годах сыграл 47 матчей в составе клуба второй лиги «Спартак» Рязань. В 1985 году перешёл в московское «Торпедо», выступал в основном за дублирующий состав, в чемпионате страны в 1986—1987 годах провёл 16 игр. Участник победного финала Кубка СССР 1985/86. В 1989 году вернулся в рязанскую команду, где провёл 4 сезона. В 1993 году перешёл в дмитровградскую «Ладу», в которой завершил карьеру в 1997 году из-за последствий травм.
Окончил Высшую школу тренеров, в 1998—1999 работал главным тренером рязанского «Спартака», в 2000—2001 — тренер в клубе КФК «Торпедо» (Скопин), в 2010—2011 — главный тренер ФК «Звезда» Рязань.

## Достижения
- Обладатель Кубка СССР 1986.
- Бронзовый призёр чемпионата СССР 1988.